# Lymphadénite
Cet article court présente un sujet plus développé dans : Lymphangite et Adénite.
 Mise en garde médicale
La lymphadénite est une inflammation, aiguë ou chronique, des ganglions lymphatiques et des vaisseaux lymphatiques.
La lymphadénite survient généralement en réponse à une infection locale ou généralisée. Elle peut se produire dans différentes parties du corps, souvent près du site de l’infection. Par exemple, une infection cutanée peut provoquer une lymphadénite dans les ganglions lymphatiques proches.
Les symptômes courants incluent :
•	Gonflement des ganglions lymphatiques
•	Douleur ou sensibilité dans la région touchée
•	Rougeur et chaleur autour du ganglion enflammé
•	Fièvre, dans certains cas
La lymphadénite peut être causée par des infections virales (comme la mononucléose), bactériennes (comme celles dues au streptocoque ou au staphylocoque), ou parfois des infections plus graves comme la tuberculose. Le traitement dépend de la cause sous-jacente et peut inclure des antibiotiques si l’infection est bactérienne.
Cette pathologie reste quand même assez rare, elle peut causer une profonde fatigue. 